# Сон е Лоар
Сон е Лоар (на френски: Saône-et-Loire, „Сон и Лоара“) е департамент в регион Бургундия-Франш Конте, източна Франция. Образуван е през 1790 година от югозападните части на провинция Бургундия. Площта му е 8575 км², а населението – 554 902 души (2016). Административен център е град Макон.